# Marcin Libicki
Marcin Libicki (Poznań, 2 febbraio 1939) è un politico polacco.

## Biografia
Fu europarlamentare dal 2004 al 2009 (V e VI legislatura) per il partito nazionale Diritto e Giustizia.
Ha ricoperto il ruolo di Presidente della Commissione per le Petizioni dal 2004 al 2009.